# Herbert Keuth
Hans Herbert Keuth (* 4. Dezember 1940 in Moers) ist ein deutscher Philosoph. Er war Professor für Philosophie an der Universität Tübingen.

## Werdegang
Keuth studierte zuerst Volkswirtschaftslehre und promovierte 1970 mit der Arbeit Zur Logik der Normen in Wissenschaftslehre und Soziologie. 1976 folgte die Habilitation an der Universität Mannheim. Sein akademischer Lehrer dort war Hans Albert. 1979 übernahm er eine Professur für Wissenschaftstheorie in Tübingen.

## Forschung
In seiner Habilitationsschrift, veröffentlicht unter dem Titel Realität und Wahrheit, unterzog Keuth Karl Poppers Konzeption des Realismus und dessen Wahrheitstheorie einer gründlichen Kritik. Sie richtet sich insbesondere gegen Poppers These, Alfred Tarski habe die Korrespondenztheorie der Wahrheit für die Wissenschaft rehabilitiert. Nach Keuths Auffassung gibt Tarskis Explikation keineswegs her, wie Popper schließlich von der „Wahrheit“ als der „Übereinstimmung der Aussagen mit den von ihnen beschriebenen Tatsachen“ zu sprechen. Darüber hinaus kritisierte Keuth Poppers Theorie der Wahrheitsnähe sowie dessen 3-Welten-Lehre.
In Wissenschaft und Werturteil sowie in Erkenntnis oder Entscheidung kritisierte Keuth die kritische Theorie, vor allem die von Jürgen Habermas vertretenen Thesen, und verteidigte demgegenüber die Positionen von Max Weber und Popper. Auch wandte er sich gegen die von Karl-Otto Apel und Wolfgang Kuhlmann verfochtene Idee, philosophische Letztbegründung sei möglich. Hierin Albert folgend, argumentierte Keuth für einen epistemischen Skeptizismus und Fallibilismus.
Mit Die Philosophie Karl Poppers gab Keuth schließlich eine umfassende Einführung in Poppers philosophisches Erbe.

## Schriften (Auswahl)
- Wissenschaftslehre und "kritische Psychologie". In: Hans Albert, Herbert Keuth (Hrsg.): Kritik der kritischen Psychologie. Hoffmann und Campe, Hamburg 1973, ISBN 3-455-09079-6. S. 85–111.
- Deontische Logik und Logik der Normen. In: Hans Lenk (Hrsg.): Normenlogik. Grundprobleme der deontischen Logik. Verlag Dokumentation, Pullach 1974, S. 64–88, ISBN 3-7940-2637-3.
- Methodologische Regeln des kritischen Rationalismus. Eine Kritik. In: Zeitschrift für allgemeine Wissenschaftstheorie, Band 9 (1978), S. 236–255.
- Der Normbegriff in der sozialwissenschaftlichen Theoriebildung. In: Kölner Zeitschrift für Soziologie und Sozialpsychologie, Bd. 30 (1978), S. 680–700.
- Wissenschaft und Werturteil. Zu Werturteilsdiskussion und Positivismusstreit. Mohr Siebeck, Tübingen 1989, ISBN 3-16-345452-6.
- Erkenntnis oder Entscheidung. Zur Kritik der kritischen Theorie. Mohr, Tübingen 1993, ISBN 3-16-146096-0.
- Popper zu Objektivität und Wahrheit. In: Hubert Kiesewetter (Hrsg.): Karl Poppers Beiträge zur Ethik. Mohr Siebeck, Tübingen 2002, S. 69–84, ISBN 3-16-147773-1.
- Kritischer Rationalismus und Ethik. In: Eric Hilgendorf (Hrsg.): Wissenschaft, Religion und Recht. Hans Albert zum 85. Geburtstag am 8. Februar 2006. Logos-Verlag, Berlin 2006, S. 287–311, ISBN 978-3-8325-1099-2.
- Hans Albert und Karl Popper – Gemeinsamkeiten und Unterschiede. In: Eric Hilgendorf (Hrsg.): Kritischer Rationalismus und Einzelwissenschaften. Zum Einfluss des Kritischen Rationalismus auf die Grundlagendebatten. Mohr Siebeck, Tübingen 2017, S. 17–41, ISBN 3-16-155522-8.
- Karl Popper und der Positivismusstreit. In: Robert Chr. van Ooyen/Martin H.W. Möllers (Hrsg.): Karl Popper und das Staatsverständnis des Kritischen Rationalismus. Nomos, Baden-Baden 2019, S. 71–92, ISBN 978-3-8487-5084-9.